# 司赵站 (铁路)
司赵站是一个已停用的曾位于陇海线上的铁路车站，位于中华人民共和国河南省郑州市管城回族区，建于1944年，并于1979年12月随着陇海线郑州至中牟段改线而废弃停用。

## 历史
1938年，花园口决堤事件致使陇海线郑州至开封段被冲毁。1944年，日军重修郑州至开封段的铁路，但原路基已被破坏，且黄河泛滥后沿线积水甚多，不易修筑路基，重修铁路时便将线路南移，由中牟起绕道经郑庵、司赵再折向郑州，该站随之设立。
1978年1月，郑州至商丘段陇海线复线开工。根据铁道部1977年10月的《关于转发陇海复线郑州至开封段设计问题座谈纪要的通知》，确定郑州至邵岗集之间的线路在复线建设时北移，接近1938年以前的陇海老线。1979年12月29日，郑商段陇海线复线开通交付运行。随着郑州至中牟间陇海线的改线，位于原线上该站随之废弃。

## 现状
司赵站建于1944年的站房与炮楼在车站废弃后保存下来，并于2018年12月10日被郑州市人民政府公布为郑州市第一批历史建筑。